# Osztomakhion

A sztomakhion kiindulási elrendezése egy 12×12-es négyzetben

Az osztomakhion (görög betűkkel Ὀστομάχιον) egy tangramhoz hasonló ókori görög játék neve. Arkhimédész egyik görög írása ismertette, ami töredékekben maradt ránk. Az egyik egy arab fordítás, a másik az Arkhimédész palimpszeszt, aminek nyomait egy 10. századi bizánci kézirat alatt találták meg.
Az arab közvetítésből sztomakhion néven ismert szó Ausoniusnál még eredeti alakjában, ostomachion néven szerepel, amire a dán Johann L. Heiberg a töredékek kiadásában is hivatkozott. Etimológiailag vagy csontverseny (ez utalás lenne az elefántcsont alapanyagra), vagy nyakjáték adódik: ὀστέον oszteon csont, μάχη makhé verseny, küzdelem, stomachari mérgelődni, a stomachus gyomor szóból, ami mérgelődést is jelent.
Az Arkhimédész által leírt kirakójáték 14 darabból áll, amelyek egy négyzet feldarabolásából származtathatók. A szerző a négyzet kirakási módjainak számát keresi. Sem a töredékekben, sem máshol nem maradt fenn, hogy ő alkotta-e meg ezt a játékot.

## Leírása

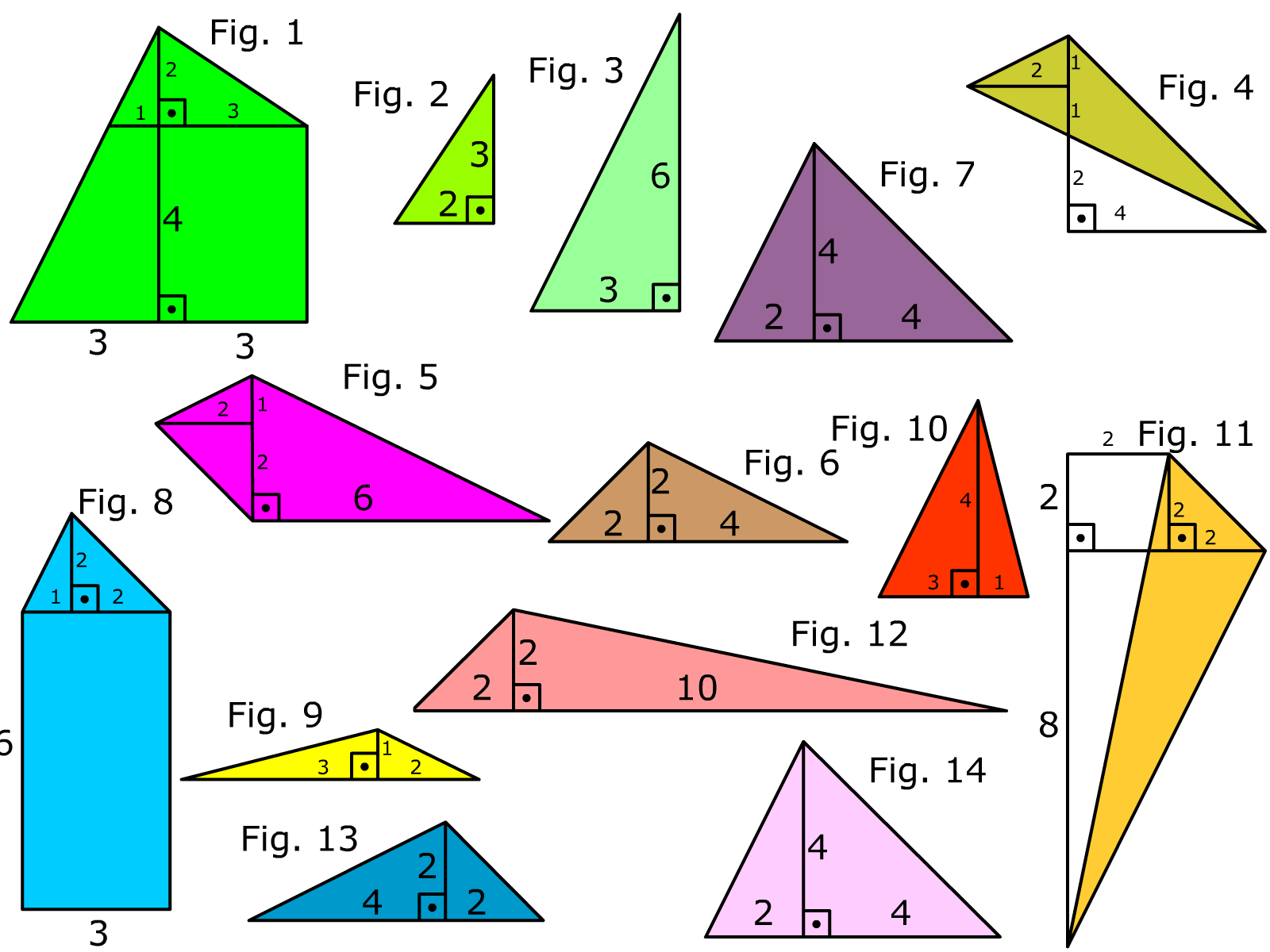
A darabok

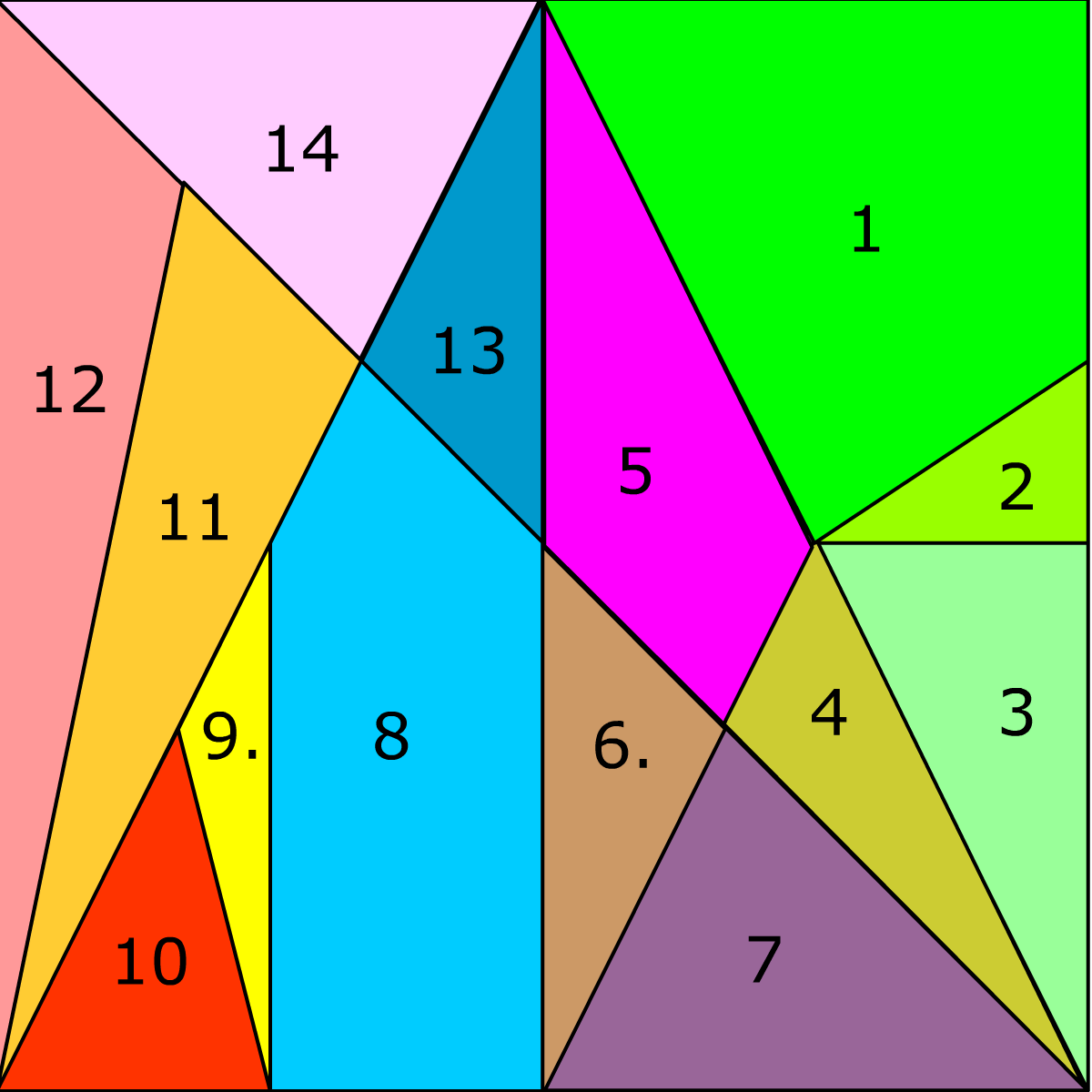
A kiindulási helyzet

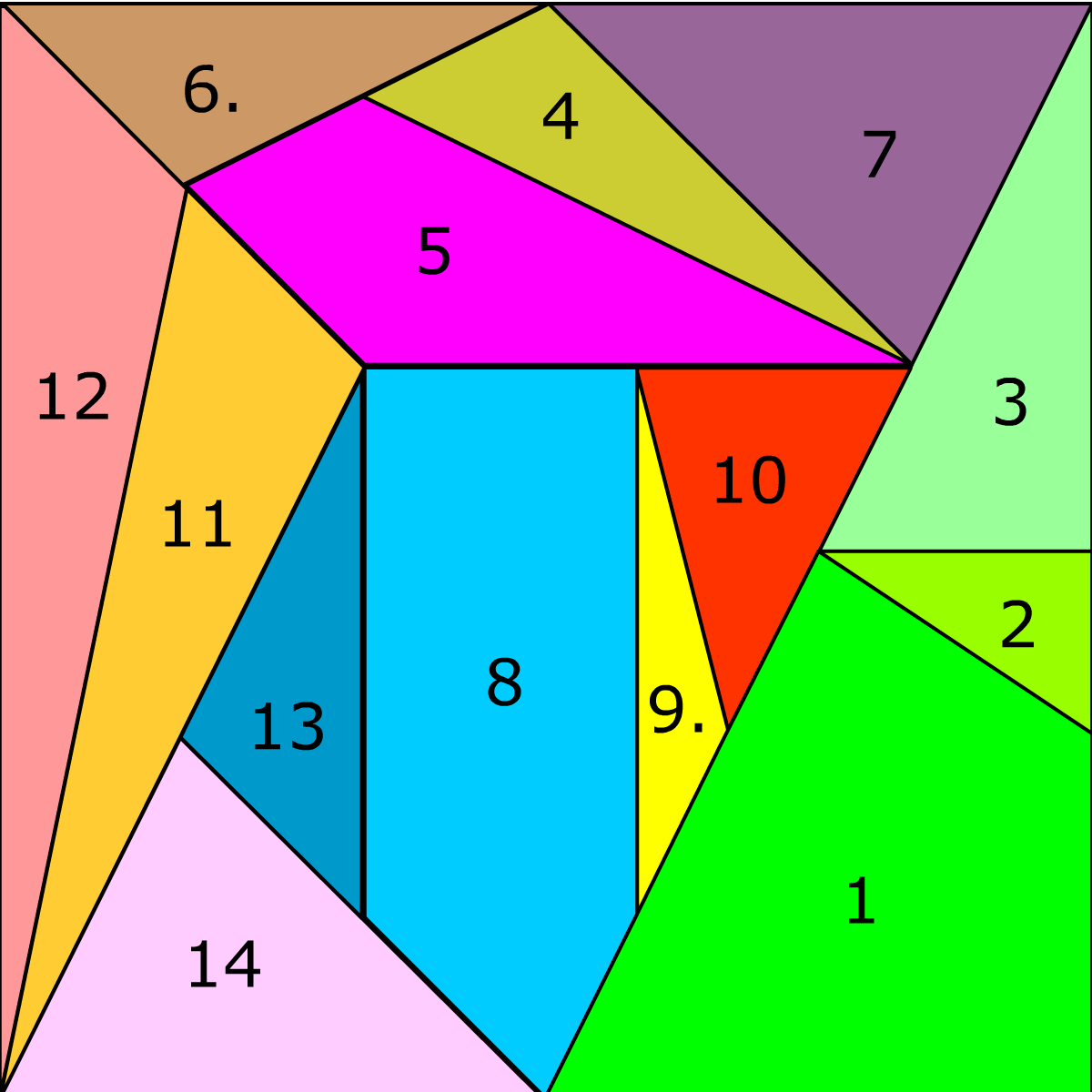
Egy másik elrendezés

A játék, amely latinul Loculus Archimedius néven ismert, a kínai tangramhoz hasonló kirakós és türelemjáték. Az alapalakzat 14 három-, négy- és ötszögből áll, amelyek többféleképpen is négyzet alakba rendezhetők.
A játék célja érdekes alakzatok, ismert formák, tárgyak, élőlények kirakása. Például a késő római Ausonius államférfi és író a következőket nevezte meg: sisak, repülő kacsa, torony, oszlop, vaddisznó, ugató kutya, leskelődő vadász, gladiátor. Ketten vagy többen vetélkedtek az alakzatok kirakásában.

## Matematikai probléma
Az Arkhimédész által feltett kérdésre 2003-ban adták meg a választ Reviel Netz és William Noel kezdeményezésére. Négy matematikus egy számítógépes programmal hat hét alatt megadta, hogy 17 152 ilyen elrendezés létezik. Ha a forgatásokkal és a tükrözésekkel egymásba vihető alakzatokat azonosnak tekinthetjük, akkor az elrendezések száma 536.

## Fordítás
- Ez a szócikk részben vagy egészben  a   Stomachion című német Wikipédia-szócikk fordításán alapul.  Az eredeti cikk szerkesztőit annak laptörténete sorolja fel. Ez a jelzés csupán a megfogalmazás eredetét és a szerzői jogokat jelzi, nem szolgál a cikkben szereplő információk forrásmegjelöléseként.

## Külső hivatkozások
- Stomachion, ókori görög-római kirakó
- Információk a játékhoz
- 268 megoldás (PDF; 131 kB)
- A Spiegel Online-ban